# Lorenzo 2015 CC.
| Recensione           | Giudizio |
| -------------------- | -------- |
| All Music Italia     |          |
| Ondarock             |          |
| Rockol               |          |
| Rolling Stone Italia |          |

Lorenzo 2015 CC. è il tredicesimo album in studio del cantautore italiano Jovanotti, pubblicato il 24 febbraio 2015 dalla Universal Music Group.

## Descrizione

### Concezione
Anticipato dal singolo Sabato, reso disponibile il 16 dicembre 2014, Lorenzo 2015 CC. presenta trenta brani racchiusi in un doppio CD, le cui sonorità spaziano dalla musica afroamericana alla EDM, passando anche tra rock, synth pop, samba, afrobeat e tango. Riguardo a ciò, lo stesso Jovanotti ha spiegato:
Dall'album sono stati estratti anche Gli immortali, L'estate addosso e Pieno di vita, entrati in rotazione radiofonica a partire rispettivamente dal 27 febbraio, dal 29 maggio e dal 18 settembre 2015. Il 7 marzo 2016 è stato annunciato il quinto singolo estratto dall'album, E non hai visto ancora niente, pubblicato quattro giorni più tardi. Il 27 maggio 2016 viene estratto il sesto singolo, Ragazza magica.

### Registrazione
L'album è stato registrato e missato in diversi studi tra il settembre 2013 e il dicembre 2014, tra i quali i Karakorum International Studios di Cortona, gli studi privati di Jovanotti; gli Electric Lady Studios di New York; i Red Bull Studios di New York; i Red Bull Studios di Parigi; i Jungle City Studios di New York; i Kaneepa Studios di Milano; i Sunset Sound Studios di Los Angeles e i No Excuses Studios di Santa Monica.

### Pubblicazione
L'album è stato commercializzato in formato CD (versione singola e versione doppia), in versione digitale e in formato triplo LP in colorazione rossa. Attraverso Amazon.com, Jovanotti ha reso disponibile in tiratura limitata a 2 000 copie il vinile in colorazione verde, blu, arancione.
Il 27 novembre 2015 l'album è stato ripubblicato con l'aggiunta di un nuovo album dal vivo intitolato Live 2184, contenente l'intero concerto registrato durante la tappa di Milano del tour Lorenzo negli stadi.

## Tracce

### Edizione standard
CD 1
1. L'alba – 4:29 (Lorenzo Cherubini, Riccardo Onori)
2. Sabato – 4:06 (Lorenzo Cherubini, Riccardo Onori, Christian Rigano, Saturnino Celani)
3. Tutto acceso – 4:30 (Lorenzo Cherubini)
4. Musica (feat. Manu Dibango) – 4:34 (Lorenzo Cherubini, Riccardo Onori, Christian Rigano, Saturnino Celani)
5. Le storie vere – 4:15 (Lorenzo Cherubini, Franco Santarnecchi)
6. Ragazza magica – 3:49 (Lorenzo Cherubini)
7. L'estate addosso – 3:54 (Lorenzo Cherubini, Riccardo Onori, Christian Rigano, Vasco Brondi)
8. Gli immortali – 3:51 (Lorenzo Cherubini, Riccardo Onori, Saturnino Celani)
9. Pieno di vita – 4:09 (Lorenzo Cherubini)
10. Il mondo è tuo (stasera) – 5:03 (Lorenzo Cherubini, Riccardo Onori, Saturnino Celani)
11. È la scienza, bellezza! – 3:24 (Lorenzo Cherubini, Solomon Sheppard)
12. L'astronauta – 4:19 (Lorenzo Cherubini, Stephan Moccio)
13. Libera – 3:46 (Lorenzo Cherubini, Martin Perna)
14. Il cielo immenso – 4:03 (Lorenzo Cherubini, Solomon Sheppard)
15. Caravan Story – 3:48 (Lorenzo Cherubini)
16. Con uno sguardo – 4:21 (Lorenzo Cherubini, Riccardo Onori, Saturnino Celani)
17. Perché tu ci sei – 4:00 (Lorenzo Cherubini, Riccardo Onori, Franco Santarnecchi)
18. Insieme – 4:53 (Lorenzo Cherubini, Solomon Sheppard)

CD 2
1. Melagioco (feat. Antibalas) – 5:58 (Lorenzo Cherubini, Martin Perna)
2. Il vento degli innamorati – 4:19 (Lorenzo Cherubini, Riccardo Onori, Christian Rigano)
3. Un bene dell'anima – 4:00 (Lorenzo Cherubini, Riccardo Onori, Saturnino Celani)
4. Si alza il vento (feat. Bombino) – 4:24 (Lorenzo Cherubini, Berardo Magalì)
5. Una scintilla – 4:53 (Lorenzo Cherubini, Michele Canova Iorfida, Sergio Vallarino)
6. E non hai visto ancora niente – 4:59 (Lorenzo Cherubini, Michele Canova Iorfida)
7. La bohème – 4:00 (Lorenzo Cherubini, Riccardo Onori, Saturnino Celani, Christian Rigano)
8. All the People (feat. Sinkane) – 5:08 (Lorenzo Cherubini, Michele Canova Iorfida, Ahmed Gallab)
9. Fondamentale – 5:13 (Lorenzo Cherubini)
10. Il riparo – 3:47 (Lorenzo Cherubini)
11. Gravity – 4:58 (Lorenzo Cherubini, Michele Canova Iorfida, Leonardo Beccafichi)
12. 7 miliardi – 3:45 (Lorenzo Cherubini, Solomon Sheppard)

### Lorenzo 2015 CC. - Live 2184
CD 3
1. Penso positivo – 7:07
2. Tutto acceso – 4:30
3. Attaccami la spina – 2:11
4. L'alba – 4:24
5. Una scintilla – 2:23
6. Sabato – 4:52
7. Il più grande spettacolo dopo il Big Bang – 4:25
8. Bella – 4:26
9. Stella cometa – 6:27
10. Ora – 4:03
11. Fango – 4:42
12. Il mondo è tuo (stasera) – 6:10
13. Non m'annoio/Falla girare/(Tanto)³/Muoviti muoviti – 4:36
14. L'ombelico del mondo – 4:37

CD 4
1. Musica – 5:13
2. L'estate addosso – 5:12
3. Estate – 5:22
4. Le tasche piene di sassi – 5:00
5. L'astronauta – 4:03
6. Serenata rap – 5:16
7. Come musica – 3:54
8. Tutto l'amore che ho – 4:04
9. La notte dei desideri – 2:57
10. Tensione evolutiva – 4:09
11. Mezzogiorno – 5:21
12. Ragazzo fortunato – 4:58
13. A te – 4:25
14. Gli immortali – 4:07
15. Ti porto via con me – 8:03

DVD
1. Lorenzo 2015 CC. - Live 2184: Il concerto

## Formazione
Musicisti
- Lorenzo "Jova" Cherubini – voce
- Saturnino – basso, batteria
- Riccardo Onori – chitarre
- Christian "Noochie" Rigano – tastiere, programmazione, sequencer
- Franco Santarnecchi – pianoforte, tastiere
- Roberto Baldi – tastiere (in fase di pre-produzione)
- Alex Alessandroni Jr. – pianoforte, tastiera, hammond, rhodes
- Money Mark – tastiere, melodica
- Daru Jones – batteria
- Omar Hakim – batteria
- Mark Guiliana – batteria
- Tim Lefebvre – basso
- Tim Pierce – chitarre
- Solomon Sheppard – chitarre
- Tamer Pinarbasi – qanun
- Max ZT – dulcimer
- Sinkane – voce e chitarra in All the People
- Bombino – chitarra e voce in Si alza il vento
- Manu Dibango – sassofono, marimba e voce in Musica
- Antibalas – gruppo ospite in Melagioco
  - Martin Perna – sassofono baritono, flauto
  - Marcus Farrar – shekere
  - Miles Arntzen – batteria
  - Thimothy Allen, Marcos Garcia – chitarre
  - Nikhil P. Yerawadekar – basso
  - Reinaldo De Jesus – conga
  - Will Rast – tastiere
  - Jas Walton – sassofono tenore
  - Raymond Mason – trombone
  - Jordan McLean – tromba
- Gilmar Gomes – percussioni
- Gil Oliveira – percussioni samba
- Ronaldo Andrade – percussioni samba, cavaquinho
- Marco Tamburini – tromba, arrangiamento fiati
- Dario Cecchini – sassofono, flauto
- Roberto Rossi – trombone

Produzione
- Michele Canova Iorfida – produzione, registrazione, missaggio
- Lorenzo "Jova" Cherubini – produzione
- Marco Sorrentino – produzione esecutiva
- Pino "Pinaxa" Pischetola – registrazione, missaggio
- Leo "Fresco" Beccafichi, Roberto Baldi – registrazione, pre-produzione, pre-registrazione
- John Horne, Tibo Javoy – registrazione
- Patrizio "Pat" Simonini – registrazione, missaggio
- Michael H. Brauer – missaggio
- Mark Bengston – assistenza Pro Tools
- Christian "Noochie" Rigano – pre-produzione, pre-registrazione
- Antonio Baglio – mastering

## Classifiche

### Classifiche settimanali
| Classifica (2015) | Posizione massima |
| ----------------- | ----------------- |
| Belgio (Vallonia) | 62                |
| Italia            | 1                 |
| Svizzera          | 3                 |

### Classifiche di fine anno
| Classifica (2015) | Posizione |
| ----------------- | --------- |
| Italia            | 1         |
| Svizzera          | 91        |
| Classifica (2016) | Posizione |
| Italia            | 35        |